# Macaca maura
Macaca maura là một loài động vật có vú trong họ Cercopithecidae, bộ Linh trưởng. Loài này được H. R. Schinz mô tả năm 1825.

## Hình ảnh

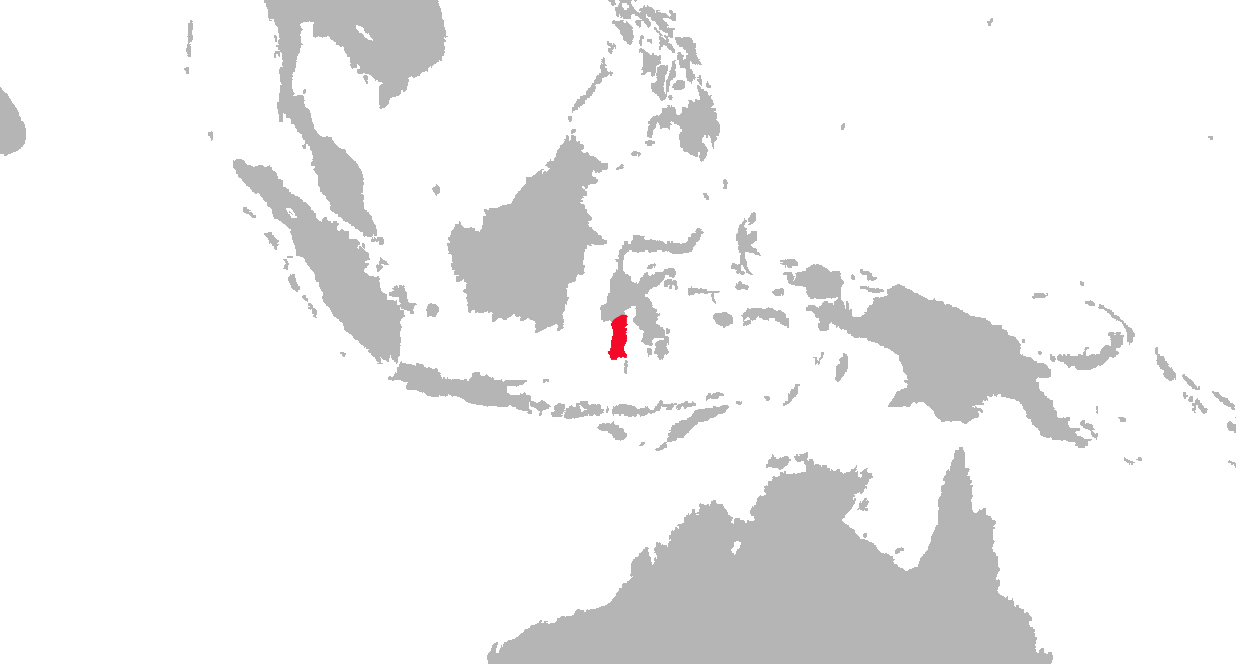
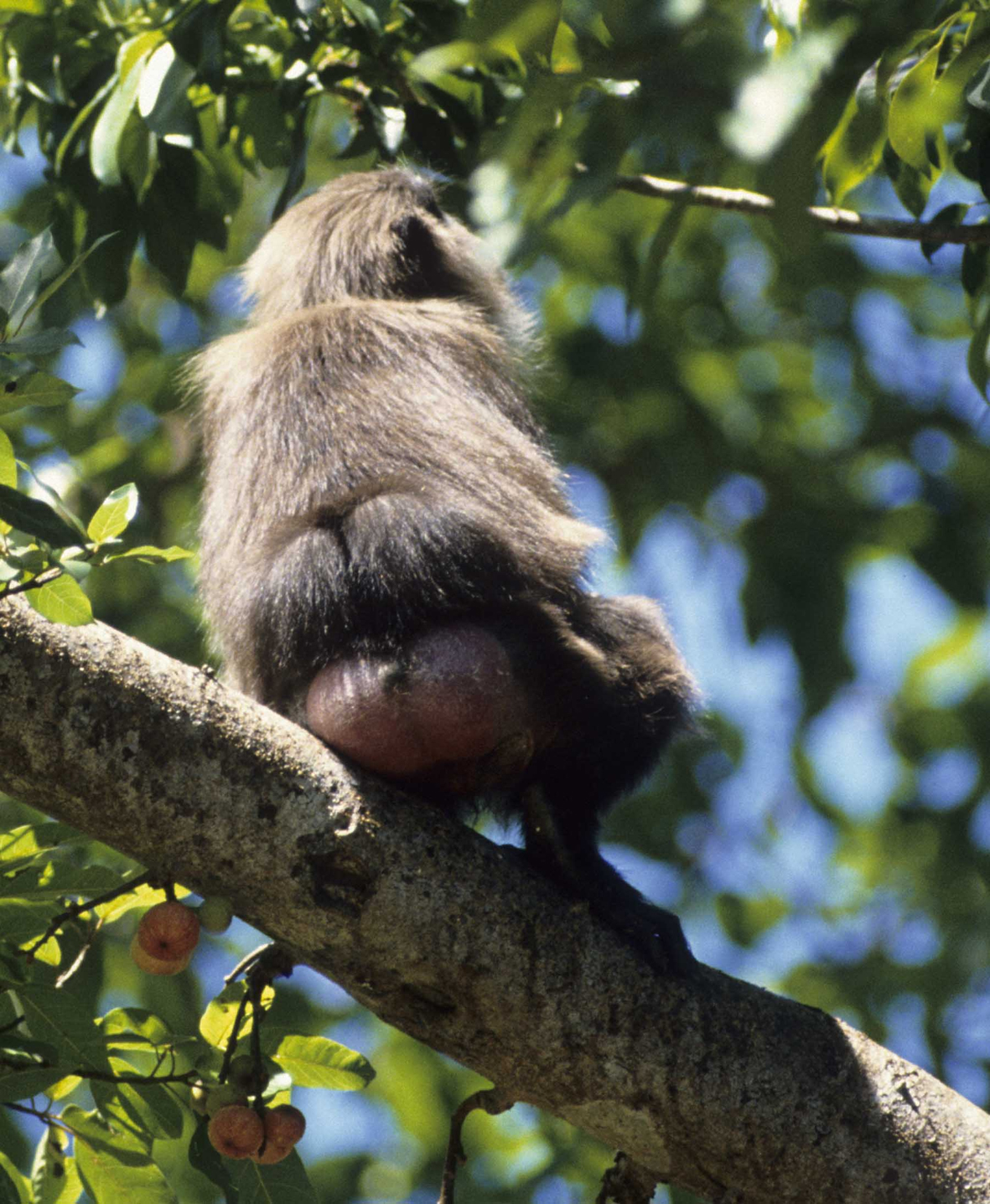
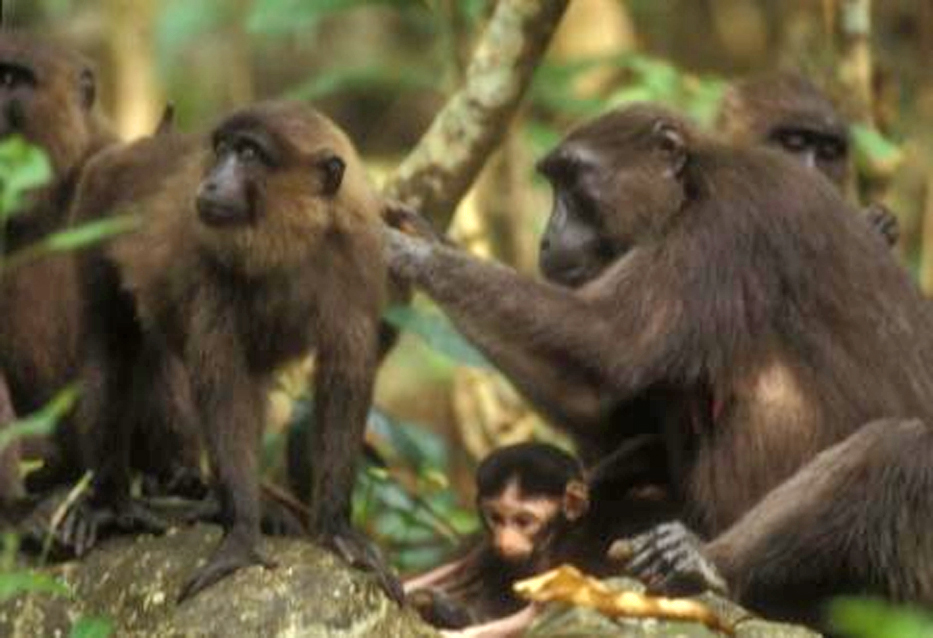
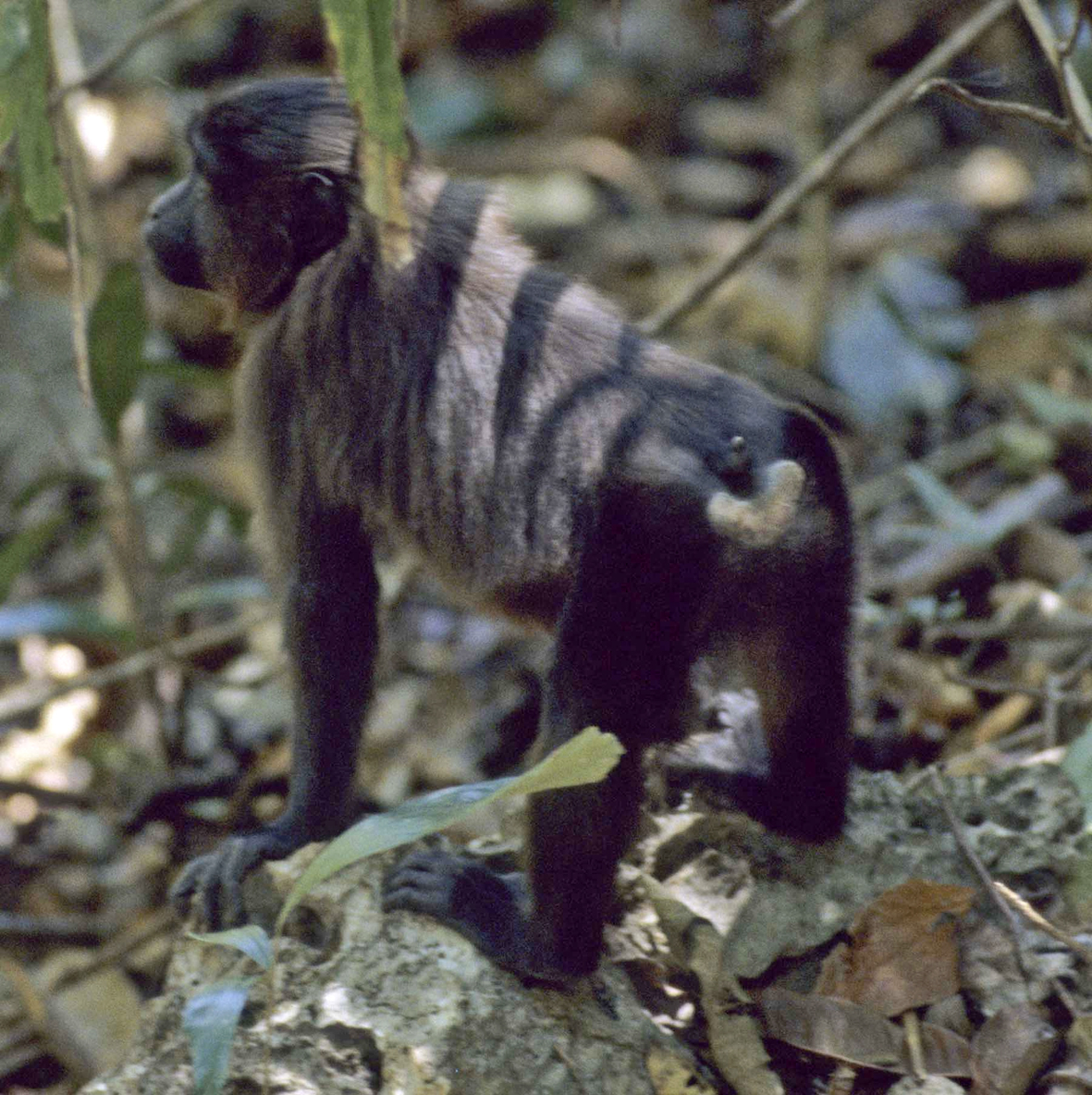